# 隱孔菌
隱孔菌，又稱松橄欖、樹疙瘩、荷色菌、木魚菌、香木蘭等名，屬多孔菌科一種，是木棲腐生的中小型菇類，該菇類生長於如台灣之中低海拔林區。該菇類最大特色是，加工後可作為抗過敏藥物。